# Peter Debye
Pour les articles homonymes, voir Debye.
Peter Joseph Wilhelm Debye, né Petrus Josephus Wilhelmus Debije le 24 mars 1884 à Maastricht et mort le 2 novembre 1966 à Ithaca, État de New York, États-Unis, est un physicien et chimiste néerlandais. Il est lauréat du prix Nobel de chimie de 1936.

## Biographie
Peter « Pie » Debye est né à Maastricht et après des études à Maastricht, il s'inscrit en 1901 à l'université d'Aix-la-Chapelle en Allemagne. Il y étudie les mathématiques et la physique classique et en sort en 1905 titulaire d'un diplôme d'électrotechnique. En 1907, il produit sa première publication scientifique, une solution mathématique élégante d'un problème mettant en jeu des courants de Foucault. Il étudie à Aix-la-Chapelle sous la direction du physicien et théoricien Arnold Sommerfeld, qui déclara par la suite que Peter Debye était sa principale découverte.
En 1906, il accompagne Sommerfeld à Munich comme assistant. Il y obtient son doctorat en 1908 avec une thèse sur la pression de rayonnement. En 1910, il démontre la loi de Planck par une méthode dont Max Planck reconnut qu'elle était plus simple que la sienne.
En 1911, Debye est nommé professeur à Zurich. Il se rend ensuite à Utrecht en 1912, à Göttingen en 1913, il est de retour à Zurich en 1920, se rend à Leipzig en 1927 et à Berlin en 1934 où il devient directeur de la Kaiser-Wilhelm-Gesellschaft (Société Kaiser Wilhelm) dont les instituts formeront, après la guerre, le noyau de la Max-Planck-Gesellschaft (Société Max-Planck).
En 1913 il épouse Mathilde Alberer (1887-1977), avec qui il aura un fils et une fille. Leur fils (Peter P. Debye) devint physicien et collabora à certaines des recherches de son père.
Sa première contribution scientifique majeure concerne l'application du concept de moment dipolaire à la distribution de charge électrique dans des molécules asymétriques en 1912, pour laquelle il développe des équations liant le moment dipolaire à la température, la constante diélectrique, la relaxation de Debye, etc. Les moments dipolaires de molécules sont mesurés en Debye, une unité baptisée en son honneur.
En 1912, il étend la théorie d'Albert Einstein de la chaleur spécifique aux basses températures en incluant des contributions des phonons de basses fréquences (modèle de Debye).
En 1913, il étend la théorie de Niels Bohr de la structure atomique en introduisant des orbites elliptiques, un concept également proposé par Arnold Sommerfeld.
En 1914-1915, il calcule avec Paul Scherrer l'effet de la température sur les raies de diffraction de rayons X de cristaux (facteur de Debye-Waller).
En 1923, il développe avec son assistant Erich Hueckel une amélioration de la théorie de Svante Arrhenius sur la conductivité électrique des électrolytes. Malgré les améliorations apportées à l'équation de Debye-Hückel par Lars Onsager en 1926, cette théorie est toujours considérée importante dans la compréhension des électrolytes.
En 1923, il développe une théorie pour expliquer l'effet Compton (décalage de la fréquence des rayons X lorsqu'ils interagissent avec les électrons).
En 1933, il est fait membre étranger de la Royal Society. En 1930, il est lauréat de la Médaille Rumford. En 1936, Debye est lauréat du prix Nobel de chimie « pour ses contributions à nos connaissances de la structure moléculaire par ses recherches sur les moments dipolaires et sur la diffraction de rayons X et des électrons dans les gaz ». Il est également lauréat du Faraday Lectureship de la Royal Society of Chemistry en 1933, de la médaille Franklin en 1937, du prix Willard-Gibbs en 1949 et de la médaille Priestley en 1963.
En 1938, le gouvernement nazi insiste pour que Debye renonce à la nationalité néerlandaise pour devenir citoyen allemand. Debye refuse et profite d'une proposition de conférence à l'Université Cornell à Ithaca pour se rendre aux États-Unis. Il reste à l'université de Cornell, y devient professeur, puis pendant 10 ans est directeur du département de chimie. Il prend la nationalité américaine en 1946. Contrairement à sa période européenne, il demeure à Cornell le reste de sa carrière. Il prend sa retraite en 1952, mais continue ses recherches jusqu'à sa mort.
Une grande partie de ses recherches à Cornell concerne l'utilisation de techniques de diffusion de la lumière (dérivées de ses travaux sur la diffraction de rayons X) pour déterminer la taille et la masse moléculaire de polymères. Cette étude commença par un travail sur le caoutchouc synthétique durant la Seconde Guerre mondiale, puis fut étendue aux protéines et à d'autres macromolécules.
Debye s'éteint en 1966 à la suite d'une crise cardiaque.
En 1970, l'union astronomique internationale a donné le nom de Debye à un cratère lunaire.

## Grandeurs, concepts et modèles portant le nom de Debye
- Longueur de Debye : échelle de longueur sur laquelle les charges électriques (e. g. électrons) écrantent le champ électrostatique dans un plasma.
- Modèle de Debye : modèle permettant d'estimer la contribution des phonons à la chaleur spécifique d'un solide.
- Debye : unité de mesure du moment dipolaire.
- Forces de Debye.
- Relaxation de Debye : réponse d'une population idéale de dipôles électrostatiques sans interaction à un champ électrique alternatif.
- Couche de Debye : couche non-neutre de contact entre un plasma et la surface d'un matériau.
- Fonction de Debye : une famille de fonctions mathématiques.
- Formule de Debye-Hückel : relation permettant de calculer des coefficients d'activité d'ions.
- Facteur de Debye-Waller : facteur d'atténuation thermique de la diffraction des rayons X par un cristal.
- Méthode de Debye-Scherrer : une méthode d'analyse basée sur la diffraction des rayons X sur des poudres.